# WNJU
WNJU (também conhecida como Telemundo 47) é uma emissora de televisão estadunidense licenciada para Linden, Nova Jersey, porém sediada em Fort Lee, servindo o mercado da cidade de Nova York, no estado homônimo. Opera no canal 47 (35 UHF digital) e é uma emissora própria da Telemundo, rede de televisão de linguagem espanhola. Pertence a Telemundo Station Group, subsidiária da NBCUniversal, que também é proprietária (por meio da NBC Owned Television Stations) da emissora irmã própria da NBC licenciada para Nova York, WNBC (canal 4). Seus estúdios estão localizados na Fletcher Avenue em Fort Lee, e seus equipamentos de transmissão são compartilhados com a WNBC no One World Trade Center.

## História
A emissora entrou no ar como WNJU-TV entrou no ar em 16 de maio de 1965 como a primeira emissora UHF comercial no mercado de televisão de Nova York. A emissora transmitia originalmente do Mosque Theatre (agora Newark Symphony Hall), localizado na 1020 Broad Street em Newark, nos antigos estúdios da WATV (canal 13, hoje WNET). A emissora era de propriedade de Henry Becton (filho de Maxwell Becton, cofundador da Becton Dickinson) e Fairleigh S. Dickinson Jr. (filho de Fairleigh S. Dickinson Sr., fundador da Fairleigh Dickinson University e também cofundador da Becton Dickinson). O gerente geral da WNJU durante os primeiros anos era Edwin Cooperstein. A programação inicial da emissora apresentava uma mistura de shows em inglês, asiático, espanhol e italiano. 
Em meados dos anos 60, a emissora transmitia um programa de danças jovens produzido localmente e transmitido ao vivo chamado Disco-Teen, apresentado por John Zacherle, e um programa de música folk, Rainbow Quest, apresentado por Pete Seeger. A WNJU-TV se envolveu em polêmica quando exibiu touradas, que alguns críticos consideraram violentas demais. A emissora não era lucrativa devido à falta de conhecimento das emissoras UHF na área metropolitana de Nova York. O mercado contava com sete emissoras VHF, das quais seis eram comerciais, em um momento em que a maioria das cidades possuía em média três emissoras comerciais.
Em outubro de 1968, a WNJU-TV passou a exibir predominantemente uma programação de linguagem espanhola, junto com alguns programas arrendados que iam ao ar nos fins de semana. Durante a semana, a emissora exibia uma programação religiosa em inglês até o meio-dia. A partir das 12h em diante, era exibida a programação em espanhol. Aos domingos, a emissora também transmitia programas religiosos em inglês pela manhã.
A WNJU-TV foi vendida em 1970 por $ 8 milhões para a Screen Gems Broadcasting, uma subsidiária da Columbia Pictures. Pensava-se que a emissora agora se tornaria mais competitiva, pois a Screen Gems tinha boa condição financeira, mas o formato de programação arrendada continuou. Manteve programação em inglês algumas horas por semana durante os anos 70, quando era a única emissora de TV aberta em Nova York que transmitia a World Wide Wrestling Federation.
A emissora foi vendida novamente, em agosto de 1979, a um consórcio liderado por Jerry Perenchio, Bud Yorkin e Norman Lear por $ 5 milhões. No início da década de 80, grande parte da programação em língua estrangeira arrendada deixou de ser exibida, passando a exibir programação religiosa em inglês pela manhã e a programação em espanhol pelo resto do dia. Alguns programas arrendados, incluindo os de linguagem grega, passaram a ser exibidos nas tardes de domingo até o início dos anos 90.
Em 1984, a WNJU-TV juntou-se a duas emissoras de televisão de língua espanhola que não eram afiliadas à Spanish International Network (agora Univision) e formou a NetSpan, a segunda rede de televisão de língua espanhola dos Estados Unidos, sendo uma emissora própria da rede desde então. Em 1987, a  NetSpan tornou-se Telemundo, e um ano depois, em 1988, o prefixo da emissora passou a ser WNJU (sem o sufixo -TV). No início da década de 90, a emissora deixou de exibir programas religiosos em inglês e passou a exibir a programação da Telemundo em tempo integral.
Em outubro de 2001, a NBC comprou a Telemundo, e consequentemente, a WNJU passou a ser emissora irmã da WNBC. Em 11 de setembro, os equipamentos de transmissão da WNJU e de outras oito emissoras de televisão, além de várias outras emissoras de rádio, foram destruídos quando dois aviões sequestrados colidiram e destruíram as torres norte e sul do World Trade Center. A emissora voltou a operar em sinal aberto uma semana depois, em 19 de setembro, por meio de uma torre em Alpine, em Nova Jersey, e moveu seus equipamentos para o Empire State Building em 1 de julho de 2002, de onde transmitiu até 2017.
Em 2003, a WNJU se mudou para o sexto andar na 2200 Fletcher Avenue em Fort Lee, ocupando os antigos estúdios e escritórios da rede de TV a cabo CNBC, de propriedade da NBC, que na mesma época se mudou para um novo complexo de estúdios de última geração na 900 Sylvan Avenue (Route 9W) em Englewood Cliffs.
Em 2009, a WNJU estreou a revista eletrônica matinal Las Comadres con Gloria B, que se tornou o programa número 1 no mercado em seu horário, conquistando 1,5 milhões de telespectadores.
Em 17 de maio de 2017, a WNJU anunciou que começaria os testes de transmissão noturna do One World Trade Center na quarta semana de maio de 2017, sendo a primeira a retomar as transmissões direto da torre.

## Sinal digital
| PSIP | Aspect | Resolução de vídeo | Programação                               |
| ---- | ------ | ------------------ | ----------------------------------------- |
| 47.1 | 35 UHF | 1080i              | Programação principal da WNJU / Telemundo |
| 47.2 | 35 UHF | 480i               | TeleXitos                                 |

Em 13 de abril de 2017, foi revelado que o espectro de TV aberta da emissora irmã WNBC havia sido vendido no leilão de realocação de espectro da FCC, alcançando $ 214 milhões. A WNBC permaneceu em operação, compartilhando espectro de transmissão com a WNJU. A transmissão compartilhada entrou em vigor em 2 de abril de 2018. A WNJU, juntamente com a WNBC, passou a operar no canal digital 35 em 1 de agosto de 2019 às 13h.

### Transição para o sinal digital
Com base no decreto federal de transição das emissoras de TV estadunidenses do sinal analógico para o digital, a WNJU interrompeu a programação regular em seu sinal analógico, no canal 47 UHF, em 12 de junho de 2009.

## Programas
Além de transmitir a programação nacional da Telemundo, a WNJU exibe os seguintes programas locais:
- Acceso Total: Revista eletrônica, com Victoria Sosa;
- Enfoque Telemundo 47: Comunitário, com Allan Villafaña;
- Noticiero 47 Telemundo a las 5: Telejornal, com David Rodríguez;
- Noticiero 47 Telemundo a las 5:30: Telejornal, com David Rodríguez;
- Noticiero 47 Telemundo a las 6: Telejornal, com Darling Burdiez;
- Noticiero 47 Telemundo a las 11: Telejornal, com Darling Burdiez;
- Noticiero 47 Telemundo Al Mediodía: Telejornal, com Allan Villafaña e Odalys Molina;
- Noticiero 47 Telemundo Primera Edición: Telejornal, com Allan Villafaña e Odalys Molina;
- Noticiero 47 Telemundo Fin de Semana: Telejornal, com Rosarina Bretón;

Outros programas compuseram a grade da emissora, e foram descontinuados:
- A Time to Talk
- At The Piano
- Buenos Días Nueva York
- Disco-Teen
- El Informador
- Gospel U.S.A.
- Helen Meyner Program
- High School Wrestling
- Italian News and Sports
- Jazz in America
- Jersey Midnight Report
- Jewish Issues
- Junior Town
- Negro Builders of America
- Negro Experimental Theatre
- New Jersey Today
- News In Spanish
- Pressure Cooker
- Rutgers Football Highlights
- Sports In Spanish
- Spanish Community Roundtable
- Spanish Children's Show
- Spanish News and Sports
- Spanish Special
- Spanish Variety Time
- The Brook Benton Show
- The Spanish Show
- Tito Puente en su Mundo Latino
- World of Entertainment

### Jornalismo
A WNJU atualmente transmite 17 horas de telejornais produzidos localmente a cada semana (com três horas a cada dia da semana e uma hora aos sábados e domingos). Além disso, a emissora produz uma revista eletrônica intitulada Acceso Total, que vai ao ar às 11h30 da manhã de segunda a sexta, e o programa comunitário Enfoque Telemundo 47 (uma versão local do programa de debates Enfoque, da Telemundo), que vai ao ar aos domingos às 8 da manhã.
A WNJU lançou seu departamento de jornalismo em 1980, com o programa El Informador, um telejornal com edições às 18h e 23h com a apresentação de Jorge L. Ramos. Em 1997, lançou a edição de fim de semana do Noticiero 47, com apresentação de Ivan Taylor. Em 2001, lançou um telejornal matinal chamado Noticiero 47 Primera Edicion, bem como um telejornal do meio-dia, e o telejornal do fim de semana foi assumido por Ramon Zayas. No entanto, devido a cortes em toda a empresa, a WNJU suspendeu os telejornais da manhã, do meio-dia e do fim de semana em 2009.
Três anos depois, em 2012, a edição de fim de semana foi relançado e, em novembro de 2012, um novo telejornal matinal foi apresentado, chamado Buenos Días Nueva York. O Buenos Días foi estendido para 5 da manhã, contratando Frederick Martinez (mais conhecido como "El Pacha") da concorrente WXTV-DT. Gloria Echeverry também passou a ser apresentadora de telejornais durante a semana, enquanto Yaima Crespo passou a ser apresentadora dos telejornais do fim de semana na mesma capacidade. A repórter de entretenimento, Odalys Molina, foi transferida para o telejornal da manhã. Na época, a emissora também ganhou um novo helicóptero, o "HelicopteroT47", junto com a emissora irmã WNBC e a rival WXTV-DT. Os apresentadores do telejornal matinal, Audris Rijo e Rafael Bello, passaram a apresentar o Acceso Total.
Em 18 de setembro de 2014, a Telemundo anunciou um novo telejornal das 16h30/17h30 para todas as 14 emissoras próprias, incluindo a WNJU. Além disso, um novo telejornal diurno estreou em 3 de novembro de 2014.

## Equipe

### Membros atuais

#### Apresentadores
- Darling Burdiez
- Verónica Contreras
- Odalys Molina
- Allan Villafaña
- David Rodríguez
- Rosarina Bretón
- Victoria Sosa[21]

#### Meteorologistas
- Pedro Montoro
- Andrea Romero
- Tairy Ynoa
- Raengel Solís[21]

#### Repórteres
- Yolanda Vásquez
- Alfredo Acosta
- Liz González
- Ana Ledo
- Eliecer Marte
- Luis Alejandro Medina
- Cristina Navarrete
- Rafael Pujols
- Ricardo Villarini
- Carlos Zapata
- Carolina Ardila[21]

### Membros antigos>
- Alberto Rullán (hoje na WWSI em Filadélfia, Pensilvânia)
- Audris Rijo
- Billy Taylor †
- Bobby Collazo †[20]
- Brook Benton †[22]
- Janice Bencosme
- John F. Bateman †
- John Zarcherle †
- Jorge L. Ramos
- Juan Angel Bras
- Luis Gerardo Núñez
- Miguel Bedoy
- Myer Feldman †
- Nadia Torres
- Nathalia Ortiz (hoje na WTVJ e WSCV em Miami, Florida)
- Nilda Rosario (hoje na WSKQ-FM)
- Orietta De Luque
- Pablo Gutiérrez
- Rafael Bello (hoje na WXTV-DT)
- Richard Voliva †
- Tito Puente †
- Yaima Crespo (hoje na WCAU e WWSI em Filadélfia, Pensilvânia)